# Skövde kommun
58°23′N 13°50′Ø / 58.383°N 13.833°Ø
Skövde kommune er en kommune i det svenske län Västra Götaland, i landskapet Västergötland, med omkring 52.000 indbyggere. Kommunens administrationscenter ligger i byen Skövde.
Kommunen ligger mellem søerne Vänern og Vättern og grænser til Mariestads, Götene, Skara, Töreboda, Tibro, Hjo, Tidaholms og Falköpings kommuner.
Skövde er kendt for sine regimenter, Skaraborgs regemente og Trängregementet, jernbanen (Västra stambanan) og for  Volvofabriken, hvor mange har deres arbejde.

## Byer
Skövde kommune har ti byer.
Indbyggere pr. 31. december 2005.
| #   | By          | Indbyggere |
| --- | ----------- | ---------- |
| 1.  | Skövde      | 33.119     |
| 2.  | Skultorp    | 3.534      |
| 3.  | Stöpen      | 1.315      |
| 4.  | Tidan       | 939        |
| 5.  | Timmersdala | 915        |
| 6.  | Igelstorp   | 654        |
| 7.  | Värsås      | 585        |
| 8.  | Väring      | 534        |
| 9.  | Lerdala     | 434        |
| 10. | Ulvåker     | 265        |

## Venskabsbyer
Skövde kommune har 5 venskabsbyer:
- Norge Halden, Norge
- Danmark Ringsted, Danmark
- Finland Vammala, Finland
- Estland Kuressaare, Estland
- England South Derbyshire, England